# جاريد ليتو
جاريد جوزيف ليتو (بالإنجليزية: Jared Leto)‏، من مواليد 26 ديسمبر 1971، هو ممثل ومغني وكاتب أغاني أمريكي. بدأ مسيرة ظهوره التلفزيوني في أوائل التسعينيات، ونال التقدير عن أدائه دور جوردان كاتالانو في المسلسل التلفزيوني حياتي المزعومة (1994). ظهر لأول مرة في فيلم كيف تصنع لحافًا أمريكيًا (1995) ونال إشادة النقاد لأدائه في بريفونتين (1997). لعب ليتو أدوارًا مساعدة في الخط الأحمر الرفيع (1998)، نادي القتال (1999) والأمريكي المجنون (2000)، إضافةً إلى الدور الرئيسي في أسطورة مدنية (1998)، ونال إشادة النقاد لتجسيده مدمن الهيروين هاري جولدفارب في قداس من أجل حلم (2000). بدأ لاحقًا التركيز بتزايد على مسيرته الموسيقية، وعاد إلى التمثيل مع غرفة الهلع (2002)، وألكسندر (2004)، وسيد الحرب (2005)، وقلوب وحيدة (2006)، والفصل 27 (2007)، والسيد لا أحد (2009). سنة 2012، أخرج الفيلم الوثائقي أرتيفاكت. ثم ظهر في فيلم الفرقة الانتحارية (2016) وبليد رنر ((2017.
لأدائه دور امرأة متحولة جنسيًا في نادي المشترين في دالاس (2013)، نال ليتو جائزة الأوسكار وغولدن غلوب وجائزة نقابة ممثلي الشاشة لأفضل ممثل مساعد. لليتو أسلوب مميز بتفانيه المستمر وانتقاء أدواره. غالبًا ما يتقمص شخصيته تمامًا طوال مدة التصوير، لدرجة التأثير سلبًا في صحته.
ليتو هو المغني الرئيسي وعازف الآلات المتعددة وكاتب الأغاني الرئيسي لـ 30 سكوندز تو مارس، وهي فرقة شكلها عام 1998 في لوس أنجلوس، كاليفورنيا، مع شقيقه الأكبر شانون ليتو. صدر ألبومهم الأول، 30 ثانية إلى المريخ (2002)، ونال ردود فعل إيجابية، لكن مع نجاح تجاري محدود. حققت الفرقة شهرة عالمية بإصدار ألبومها الثاني كذبة جميلة (2005). حظيت إصداراتهم التالية، إنها الحرب (2009)، والحب، الرغبة، الإيمان والأحلام (2013)، بمزيد من النجاح النقدي والتجاري. اعتبارًا من سبتمبر 2014، باعت الفرقة أكثر من 15 مليون ألبوم حول العالم. أخرج ليتو أيضًا مقاطع فيديو موسيقية، متضمنةً العمل الفائز بجائزة «إم تي في» القتل (2006) وملوك وملكات (2009) وعاليًا في الهواء (2013).

## النشأة
وُلد جاريد جوزيف ليتو في 26 ديسمبر 1971، في مدينة بوسير، لويزيانا، لوالدته كونستانس ليتو «نيي متريجون». يرجع نسب والدته إلى كاجون. و«ليتو» هو لقب زوج والدته. انفصل والداه عندما كان طفلًا، وعاش هو وأخوه الأكبر، شانون ليتو، مع والدتهما وجديهما، روبي «راسل» وويليام لي ميترجون. تزوج والده وانتحر عندما كان جاريد في الثامنة من عمره. انتقل ليتو كثيرًا مع عائلته من لويزيانا إلى مدن مختلفة في جميع أنحاء البلاد. أوضح ليتو: «كان والد أمي في سلاح الجو، لذا كان التنقل كثيرًا طبيعة حياتنا». لدى ليتو أخان غير أشقاء أصغر من زواج والده الثاني.
انضمت كونستانس إلى حركة الهيبيز وشجعت أبناءها على الانخراط في الفنون. صرح ليتو أنه «نشأ حول الكثير من الفنانين والموسيقيين والمصورين والرسامين والأشخاص الذين كانوا في المسرح»، مضيفًا أنه شهد في طفولته تجربة فنية مشتركة، دون تخطيط محدد. احتفلنا بالتجربة الإبداعية والتعبير الإبداعي. لم نحاول تقليصها وعرقلة هذا النوع من النمو. بدأ ليتو عزف الموسيقى مع شقيقه في سن مبكرة وكان البيانو أول آلة موسيقية له.
بعد تركه التعليم فترةً وجيزة في الصف العاشر، قرر ليتو العودة والتركيز على تعليمه في مدرسة إمرسون في واشنطن العاصمة. كان مهتمًا بالفن المرئي على نطاق واسع والتحق بجامعة الفنون في فيلادلفيا. بعد تطوير اهتمامه بصناعة الأفلام، انتقل إلى مدرسة الفنون البصرية في مدينة نيويورك. وحين كان طالبًا هناك، كتب وقام ببطولة فيلمه القصير الفرح الباكي. التحق أيضًا بمدرسة كوركوران للفنون والتصميم، التابعة لجامعة جورج واشنطن.

## المسيرة المهنية

### 1992-1998: الأدوار المبكرة وبريفونتين
سنة 1992، انتقل ليتو إلى لوس أنجلس لمتابعة مسيرته المهنية في الإخراج، وكان يعتزم القيام بأدوار تمثيلية على الهامش. وجد أدوارًا ثانوية في البرامج التليفزيونية، لكن نجاحه الأول جاء سنة 1994، بعد أن تم اختياره أمام كلير دانس في دور جوردان كاتالانو، في حياتي المزعومة. تمت الإشادة بالعرض لتصويره للمراهقة واكتسب شعبية قوية من المتابعين، مع أنه لم يستمر سوى موسم واحد فقط. في نفس العام، ظهر لأول مرة ببطولة فيلم تلفزيوني أمام أليسيا سيلفرستون في البارد والمجنون، وحصل على أول دور سينمائي له سنة 1995 في دراما كيف تصنع لحافًا أمريكيًا. شارك لاحقًا مع كريستينا ريتشي في فيلم آخر الملوك المرتفعين(1996)  وحصل على دور مساعد في سويتشباك (1997).
سنة 1997، لعب ليتو دور البطولة في فيلم السيرة الذاتية بريفونتين، الذي لعب فيه دور المرشح الأولمبي ستيف بريفونتين. من أجل التحضير للدور، انغمس ليتو في حياة العداء، وتدرب مدة ستة أسابيع واجتمع مع أفراد عائلته وأصدقائه. كان يحمل تشابهًا مذهلًا مع بريفونتين الحقيقي، إذ تبنى أيضًا صوت الرياضي وأسلوب الجري المستقيم. تلقى تصويره آراء إيجابية من النقاد وغالبًا ما يُعد دوره رائعًا. لاحظ بيتر ستاك من صحيفة سان فرانسيسكو كرونيكل كيف لعب ليتو دور الرياضي بحيوية، بعيون زرقاء منومة وشعر أشقر متسخ، يلتقط ليتو أسلوب النجم بريفونتين المتأثر، ويبدو طبيعيًا في أدائه داخل المضمار وخارجه، إذ تأثر بأسلوب المواجهة الصاخب.
بعد أداء الدور الرئيسي للأرستقراطي البريطاني في الدراما باسيل 1998، لعب ليتو دور البطولة في فيلم الرعب أسطورة مدنية. لاقى الفيلم استحسان معظم نقاد السينما، وحقق نجاحًا تجاريًا كذلك. في نفس العام، اختار تيرانس ماليك «ليتو» لدور مساعد في الفيلم الحربي الخط الأحمر الرفيع إلى جانب شون بن وأدريان برودي. حصل على تقييمات إيجابية في الغالب وكان نجاحه معقولًا في شباك التذاكر. وحصل الفيلم على العديد من الجوائز والترشيحات، متضمنةً 7 ترشيحات لجوائز الأوسكار، وتشارك ليتو جائزة ساتلايت مع بقية الممثلين.

## قائمة الأعمال

### الأفلام
- (1998) أسطورة شعبية[28]
- (1998) الخط الأحمر الرفيع[29]
- (1999) فتاة، قوطعت[30]
- (1999) نادي القتال[31]
- (2000) مختل أمريكي[32]
- (2000) مرثية حلم[33]
- (2002) الطريق السريع
- (2002) غرفة الذعر[34]
- (2004) الإسكندر
- (2005) ملك الحرب[35]
- (2006) قلوب وحيدة[36]
- (2007) الفصل 27
- (2009) السيد لا أحد[37][38]
- (2013) نادي دالاس للمشترين[39][40]
- (2016) الفرقة الانتحارية[41][42]
- (2017) بليد رانر 2049[43][44]

## وصلات خارجية
- جاريد ليتو على موقع IMDb (الإنجليزية)
- جاريد ليتو على موقع ميتاكريتيك (الإنجليزية)
- جاريد ليتو على موقع الموسوعة البريطانية (الإنجليزية)
- جاريد ليتو على موقع روتن توميتوز (الإنجليزية)
- جاريد ليتو على موقع مونزينجر (الألمانية)
- جاريد ليتو على موقع ألو سيني (الفرنسية)
- جاريد ليتو على موقع ميوزك برينز (الإنجليزية)
- جاريد ليتو على موقع رولينغ ستون (الإنجليزية)
- جاريد ليتو على موقع تيرنر كلاسيك موفيز (الإنجليزية)
- جاريد ليتو على موقع أول موفي (الإنجليزية)